# Campionati mondiali di tiro da 10 m 1985
I campionati mondiali di tiro 1985 furono la quarta edizione dei campionati mondiali di questo sport e si disputarono a Città del Messico.

## Risultati

### Uomini

#### Carabina ad aria
| Evento        | Oro                                                        | Oro       | Argento                                                 | Argento   | Bronzo                                                            | Bronzo    |
| Evento        | Atleta                                                     | Risultato | Atleta                                                  | Risultato | Atleta                                                            | Risultato |
| 10m           | Philippe Heberle                                           | 588       | Bernhard Süss                                           | 587       | Andreas Kronthaler                                                | 585       |
| 10m a squadre | Francia Jean-Pierre Amat Dominique Maquin Philippe Heberle | 1752      | Jugoslavia Rajmond Debevec Sacir Dzeko Goran Maksimović | 1746      | Germania Ovest Kurt Hillenbrand Bernhard Suess Walter Hillenbrand | 1745      |

#### Pistola ad aria
| Evento        | Oro                                                           | Oro       | Argento                                          | Argento   | Bronzo                                              | Bronzo    |
| Evento        | Atleta                                                        | Risultato | Atleta                                           | Risultato | Atleta                                              | Risultato |
| 10m           | Rolf Beutler                                                  | 580       | Jens Potteck                                     | 580       | Pierre Bremond                                      | 577       |
| 10m a squadre | Unione Sovietica Anatoli Egrishin Boris Kokorev Vladas Tourla | 1726      | Francia Pierre Bremond Philippe Cola Remy Harang | 1719      | Stati Uniti George Ross Arnold Vitarbo Darius Young | 1710      |

### Donne

#### Carabina ad aria
| Evento        | Oro                                                      | Oro       | Argento                                              | Argento   | Bronzo                                     | Bronzo    |
| Evento        | Atleta                                                   | Risultato | Atleta                                               | Risultato | Atleta                                     | Risultato |
| 10m           | Éva Fórián                                               | 391       | Barbara Tröger                                       | 387       | Vesela Lecheva                             | 387       |
| 10m a squadre | Bulgaria Krassimira Dontcheva Vesela Lečeva Nonka Matova | 1159      | Stati Uniti Mary Godlove Mary Schweitzer Pat Spurgin | 1150      | Ungheria Éva Fórián Szasz Laszlone Hunyadi | 1149      |

#### Pistola ad aria
| Evento        | Oro                                                   | Oro       | Argento                                                 | Argento   | Bronzo                                              | Bronzo    |
| Evento        | Atleta                                                | Risultato | Atleta                                                  | Risultato | Atleta                                              | Risultato |
| 10m           | Marina Dobrančeva                                     | 384       | İradə Aşumova                                           | 381       | Maritha Karlsson                                    | 379       |
| 10m a squadre | Unione Sovietica İradə Aşumova Marina Dobrančeva Roze | 1130      | Svezia Kerstin Bodin Britt Marie Ellis Maritha Karlsson | 1127      | Germania Ovest Hermann Kirsten Steiner Margit Stein | 1114      |

## Medagliere
Nazione ospitante
| Posiz. | Nazione          | Oro | Argento | Bronzo | Totale |
| ------ | ---------------- | --- | ------- | ------ | ------ |
| 1      | Unione Sovietica | 3   | 1       | 0      | 4      |
| 2      | Francia          | 2   | 1       | 1      | 4      |
| 3      | Ungheria         | 1   | 0       | 1      | 2      |
| 3      | Bulgaria         | 1   | 0       | 1      | 2      |
| 5      | Svizzera         | 1   | 0       | 0      | 1      |
| 6      | Germania Ovest   | 0   | 1       | 2      | 3      |
| 7      | Austria          | 0   | 1       | 1      | 2      |
| 7      | Stati Uniti      | 0   | 1       | 1      | 2      |
| 7      | Svezia           | 0   | 1       | 1      | 2      |
| 10     | Germania Est     | 0   | 1       | 0      | 1      |
| 10     | Jugoslavia       | 0   | 1       | 0      | 1      |